# Campionati mondiali juniores di sci nordico 2026
I Campionati mondiali juniores di sci nordico 2026, 49ª edizione della manifestazione organizzata dalla Federazione internazionale sci e snowboard, si terranno a Trondheim, in Norvegia, dal 2 all'8 marzo. Il programma include gare di combinata nordica, salto con gli sci e sci di fondo, tutte sia maschili sia femminili, e tre gare a squadre miste: una di combinata nordica, una di salto con gli sci e una di sci di fondo.

## Impianti

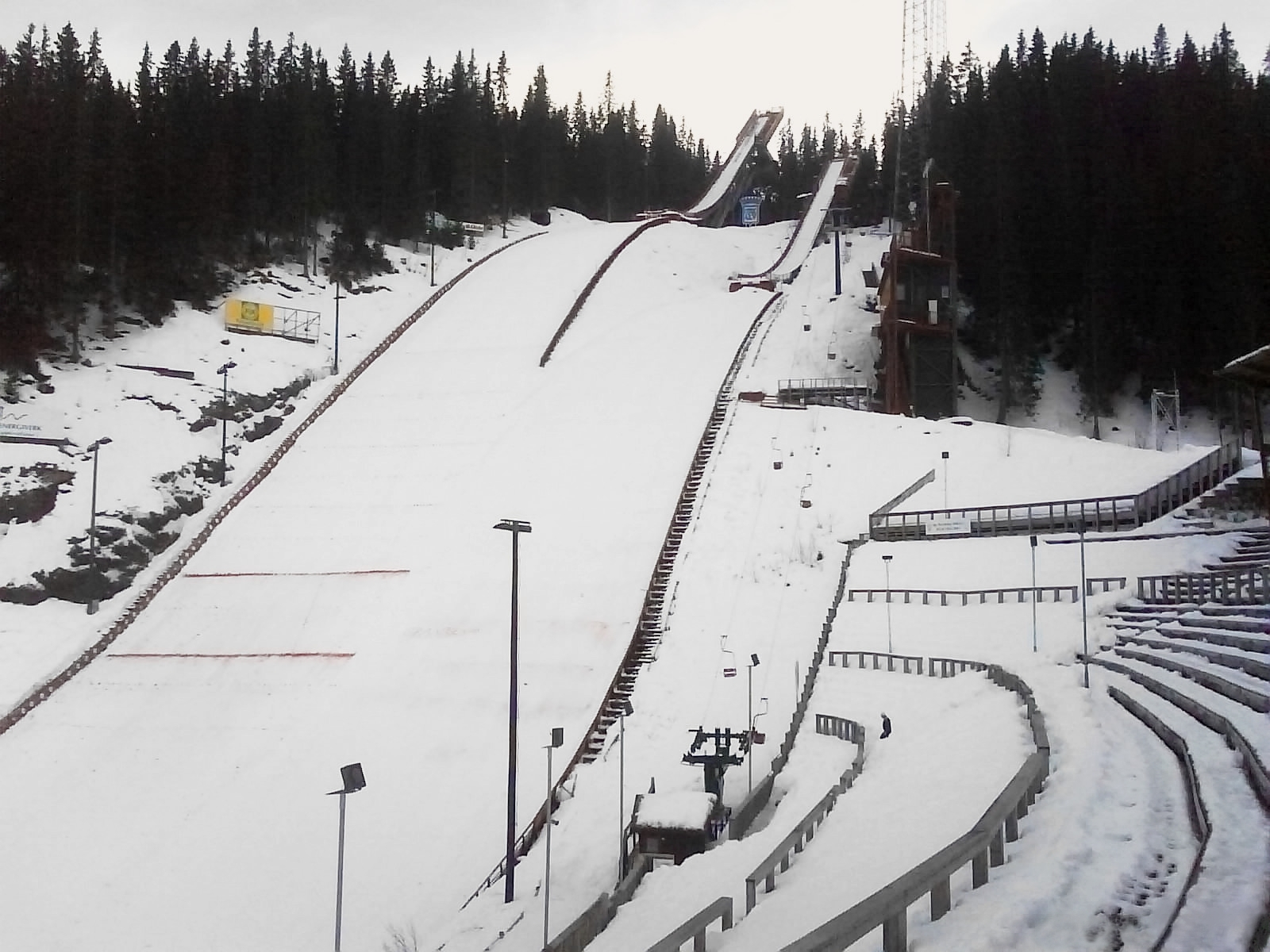
I trampolini Granåsen

Le gare si disputeranno nel Granåsen skisenter, con l'omonimo trampolino HS105.

## Risultati

### Uomini

#### Combinata nordica

##### Trampolino normale
| Pos. | Atleta | Nazione | Tempo |
| ---- | ------ | ------- | ----- |
| 1    |        |         |       |
| 2    |        |         |       |
| 3    |        |         |       |
| 4    |        |         |       |
| 5    |        |         |       |
| 6    |        |         |       |
| 7    |        |         |       |
| 8    |        |         |       |
| 9    |        |         |       |
| 10   |        |         |       |

Data: 

Formula di gara: Gundersen NH/10 km

1ª manche:

Ore: (UTC+1)

Trampolino: Granåsen HS105

2ª manche:

Ore: (UTC+1)

Distanza: 10 km

##### Gara a squadre
| Pos. | Nazione | Atleti | Tempo |
| ---- | ------- | ------ | ----- |
| 1    |         |        |       |
| 2    |         |        |       |
| 3    |         |        |       |
| 4    |         |        |       |
| 5    |         |        |       |
| 6    |         |        |       |
| 7    |         |        |       |
| 8    |         |        |       |
| 9    |         |        |       |
| 10   |         |        |       |

Data: 

Formula di gara: T SP NH/2x7,5 km

1ª manche:

Ore: (UTC+1)

Trampolino: Granåsen HS105

2ª manche:

Ore: (UTC+1)

Distanza: 2x7,5 km

#### Salto con gli sci

##### Trampolino normale
| Pos. | Atleta | Nazione | Tempo |
| ---- | ------ | ------- | ----- |
| 1    |        |         |       |
| 2    |        |         |       |
| 3    |        |         |       |
| 4    |        |         |       |
| 5    |        |         |       |
| 6    |        |         |       |
| 7    |        |         |       |
| 8    |        |         |       |
| 9    |        |         |       |
| 10   |        |         |       |

Data: 

Ore: (UTC+1)

Trampolino: Granåsen HS105

##### Gara a squadre
| Pos. | Nazione | Atleti | Tempo |
| ---- | ------- | ------ | ----- |
| 1    |         |        |       |
| 2    |         |        |       |
| 3    |         |        |       |
| 4    |         |        |       |
| 5    |         |        |       |
| 6    |         |        |       |
| 7    |         |        |       |
| 8    |         |        |       |
| 9    |         |        |       |
| 10   |         |        |       |

Data: 

Ore: (UTC+1)

Trampolino: Granåsen HS105

#### Sci di fondo

##### 10 km
| Pos. | Atleta | Nazione | Tempo |
| ---- | ------ | ------- | ----- |
| 1    |        |         |       |
| 2    |        |         |       |
| 3    |        |         |       |
| 4    |        |         |       |
| 5    |        |         |       |
| 6    |        |         |       |
| 7    |        |         |       |
| 8    |        |         |       |
| 9    |        |         |       |
| 10   |        |         |       |

Data: 

Ore: (UTC+1)

Tecnica classica

##### 20 km
| Pos. | Atleta | Nazione | Tempo |
| ---- | ------ | ------- | ----- |
| 1    |        |         |       |
| 2    |        |         |       |
| 3    |        |         |       |
| 4    |        |         |       |
| 5    |        |         |       |
| 6    |        |         |       |
| 7    |        |         |       |
| 8    |        |         |       |
| 9    |        |         |       |
| 10   |        |         |       |

Data: 

Ore: (UTC+1)

Tecnica libera

Partenza in linea

##### Sprint
| Pos. | Atleta | Nazione |
| ---- | ------ | ------- |
| 1    |        |         |
| 2    |        |         |
| 3    |        |         |
| 4    |        |         |
| 5    |        |         |
| 6    |        |         |
| 7    |        |         |
| 8    |        |         |
| 9    |        |         |
| 10   |        |         |

Data: 

Qualificazioni:

Ore: (UTC+1)

Finale:

Ore: (UTC+1)

Tecnica libera

### Donne

#### Combinata nordica

##### Trampolino normale
| Pos. | Atleta | Nazione | Tempo |
| ---- | ------ | ------- | ----- |
| 1    |        |         |       |
| 2    |        |         |       |
| 3    |        |         |       |
| 4    |        |         |       |
| 5    |        |         |       |
| 6    |        |         |       |
| 7    |        |         |       |
| 8    |        |         |       |
| 9    |        |         |       |
| 10   |        |         |       |

Data: 

Formula di gara: Gundersen NH/10 km

1ª manche:

Ore: (UTC+1)

Trampolino: Granåsen HS105

2ª manche:

Ore: (UTC+1)

Distanza: 5 km

##### Gara a squadre
| Pos. | Nazione | Atlete | Tempo |
| ---- | ------- | ------ | ----- |
| 1    |         |        |       |
| 2    |         |        |       |
| 3    |         |        |       |
| 4    |         |        |       |
| 5    |         |        |       |
| 6    |         |        |       |
| 7    |         |        |       |
| 8    |         |        |       |
| 9    |         |        |       |
| 10   |         |        |       |

Data: 

Formula di gara: T SP NH/2x7,5 km

1ª manche:

Ore: (UTC+1)

Trampolino: Granåsen HS105

2ª manche:

Ore: (UTC+1)

Distanza: 2x4,5 km

#### Salto con gli sci

##### Trampolino normale
| Pos. | Atleta | Nazione | Tempo |
| ---- | ------ | ------- | ----- |
| 1    |        |         |       |
| 2    |        |         |       |
| 3    |        |         |       |
| 4    |        |         |       |
| 5    |        |         |       |
| 6    |        |         |       |
| 7    |        |         |       |
| 8    |        |         |       |
| 9    |        |         |       |
| 10   |        |         |       |

Data: 

Ore: (UTC+1)

Trampolino: Granåsen HS105

##### Gara a squadre
| Pos. | Nazione | Atlete | Tempo |
| ---- | ------- | ------ | ----- |
| 1    |         |        |       |
| 2    |         |        |       |
| 3    |         |        |       |
| 4    |         |        |       |
| 5    |         |        |       |
| 6    |         |        |       |
| 7    |         |        |       |
| 8    |         |        |       |
| 9    |         |        |       |
| 10   |         |        |       |

Data: 

Ore: (UTC+1)

Trampolino: Granåsen HS105

#### Sci di fondo

##### 10 km
| Pos. | Atleta | Nazione | Tempo |
| ---- | ------ | ------- | ----- |
| 1    |        |         |       |
| 2    |        |         |       |
| 3    |        |         |       |
| 4    |        |         |       |
| 5    |        |         |       |
| 6    |        |         |       |
| 7    |        |         |       |
| 8    |        |         |       |
| 9    |        |         |       |
| 10   |        |         |       |

Data: 

Ore: (UTC+1)

Tecnica classica

##### 20 km
| Pos. | Atleta | Nazione | Tempo |
| ---- | ------ | ------- | ----- |
| 1    |        |         |       |
| 2    |        |         |       |
| 3    |        |         |       |
| 4    |        |         |       |
| 5    |        |         |       |
| 6    |        |         |       |
| 7    |        |         |       |
| 8    |        |         |       |
| 9    |        |         |       |
| 10   |        |         |       |

Data: 

Ore: (UTC+1)

Tecnica libera

Partenza in linea

##### Sprint
| Pos. | Atleta | Nazione |
| ---- | ------ | ------- |
| 1    |        |         |
| 2    |        |         |
| 3    |        |         |
| 4    |        |         |
| 5    |        |         |
| 6    |        |         |
| 7    |        |         |
| 8    |        |         |
| 9    |        |         |
| 10   |        |         |

Data: 

Qualificazioni:

Ore: (UTC+1)

Finale:

Ore: (UTC+1)

Tecnica libera

### Misto

#### Combinata nordica

##### Gara a squadre
| Pos. | Atleta | Nazione | Tempo |
| ---- | ------ | ------- | ----- |
| 1    |        |         |       |
| 2    |        |         |       |
| 3    |        |         |       |
| 4    |        |         |       |
| 5    |        |         |       |
| 6    |        |         |       |
| 7    |        |         |       |
| 8    |        |         |       |
| 9    |        |         |       |
| 10   |        |         |       |

Data: 

Formula di gara: T SP NH/2x7,5 km

1ª manche:

Ore: (UTC+1)

Trampolino: Granåsen HS105

2ª manche:

Ore: (UTC+1)

4 frazioni da 5 km

#### Salto con gli sci

##### Gara a squadre
| Pos. | Nazione | Atleti | Tempo |
| ---- | ------- | ------ | ----- |
| 1    |         |        |       |
| 2    |         |        |       |
| 3    |         |        |       |
| 4    |         |        |       |
| 5    |         |        |       |
| 6    |         |        |       |
| 7    |         |        |       |
| 8    |         |        |       |
| 9    |         |        |       |
| 10   |         |        |       |

Data: 

Ore: (UTC+1)

Trampolino: Granåsen HS105

#### Sci di fondo

##### Staffetta
| Pos. | Nazione | Atleti | Tempo |
| ---- | ------- | ------ | ----- |
| 1    |         |        |       |
| 2    |         |        |       |
| 3    |         |        |       |
| 4    |         |        |       |
| 5    |         |        |       |
| 6    |         |        |       |
| 7    |         |        |       |
| 8    |         |        |       |
| 9    |         |        |       |
| 10   |         |        |       |

Data: 

Ore: (UTC+1)

2 frazioni da 5 km a tecnica classica

2 frazioni da 5 km a tecnica libera